# Hanti nyelv
A hanti nyelv (saját nyelvükön: ханты ясаӈ, vagy az oroszoktól kapott néven osztják nyelv, остя́цкий язы́к) az uráli nyelvcsalád tagja; legközelebbi rokona a manysi (vogul), valamint a magyar. A manysi és a hanti nyelv beszélőinek száma nem éri el a húszezret.
Mivel a beszélők számához képest a hantik hatalmas területet népesítenek be, érthető, hogy a hanti nyelv több (három) nagy nyelvjárásra oszlik. Ezek annyira eltérnek egymástól, hogy mindhárom nyelvjárás beszélői számára egységes irodalmi nyelvet kialakítani nem lehetett. Ezért ma a tankönyvek és más kiadványok különböző nyelvjárásokon alapuló irodalmi nyelveken jelennek meg.

## Beszélőinek száma
A hantik vagy orosz nevükön osztjákok lélekszáma az 1989-es statisztika szerint 22 500 fő, de csak 14 ezer az anyanyelvi beszélők száma (61%). A hozzá  legközelebbi nyelv a manysi nyelv (oroszul vogul nyelv), mellyel közösen az obi-ugor nyelvek csoportját alkotja, ill. távolabbi a magyar nyelv, amelyekkel a finnugor nyelvcsoporton belül az ugor nyelveket alkotják.

## Az irodalmi nyelv
A hanti nyelv saját módján készít új szavakat: sofőr ~ autót vezető ember. Schmidt Éva a serkáli nyelvjárás szóösszetevését vizsgálta dolgozatában. Az adat kevés. Az új jelentésváltozások nem törvényszerűek. Az új jelentés néhány évtized alatt szilárdul meg. Kevés a tükörszó az orosz és hanti gondolkodás különbsége miatt. A szókapcsolás nyelvtani/ grammatikai szabályát adja meg. Ezek alapján bármikor alkothatók új szavak és szókapcsolatok a közép obi és kazimi irodalmi nyelvben.

## Nyelvjárások
A magyar nyelv történeti-etimológiai szótára (TESz.) az alább nagybetűs rövidítésekkel jelölt hanti („osztják”) nyelvjáráscsoportokat, nyelvjárásokat, alnyelvjárásokat különbözteti meg. (Az itt nem szereplő rövidítések alább zárójelben vannak megadva.) Az Uralonet jelölései is ezen alapulnak. (Hanti vonatkozású címszavai legbővebben, 600-nál több hivatkozással a felső-demjankai, a vahi és az obdorszki nyelvjárásokat fedik le, de például a kazimi, a vaszjugáni és a tremjugáni változatra is száznál több adatot hoznak.) – A csoportosítás másként is lehetséges, főként az alnyelvjárások közös vagy különálló besorolása terén. Az aláhúzás írásbeliséggel rendelkező nyelvjárásokat jelöl.
| - É. = északi csoport: - O. = obdorszki (v. Urál-vidéki) - berjozovi (v. berjozovói): - Szin. = szinjai - muzsi - kunovati - suriskári - Kaz. = kazimi - Serk. = serkáli (v. közép-obi) - Szi. = szigvai - átmeneti: - Ni. = nizjami (é. és d. közt) - atlimi - keusi (é. és d. közt) | - déli csoport (mára gyakorlatilag kihalt): - I. = irtisi - Fil. = fili - Kos. = koselevói - Szav. = szavodnyijai - Szog. = szogomi - DN. = felső-demjankai - DT. = alsó-demjankai - Ko. = kondai - Kam. = kamini - Cs. = csesznakovói - Bolcs. = bolcsarovói - C. = cingalai - Kr. = krasznojarszki | - keleti csoport: - távol-keleti: - V. = vahi (v. vachi) - alekszandrovói - Vj. = vaszjugáni - VK. = verhnye-kalimszki - Vart. = vartovszkojei - (Szurg. =) szurguti: - J. = jugáni - Mj. = malij-jugáni (v. kis-jugáni) - Likr. = likriszovszkojei - Trj. = tremjugáni (v. tromagáni) - (P. =) pimi - Agan-torkolati (uszty-aganszkij) - Jugan-torkolati (uszty-juganszkij) - átmeneti (d. és k. közt): - (Szal. =) szalimi |

## Ábécé
A cirill ábécé önmagában nem teljesen tudja leképezni a hanti nyelvjárások hangjait, az olvasatot pedig az orosz esetén a lágyulás is befolyásolja, így a hanti kiejtését kiegészítő betűkkel és az alapértelmezettől eltérő hangkapcsolatokat jelölő sajátos betűkapcsolatokkal igyekeznek tükrözni. Az alább megadott betűk némelyike csak bizonyos nyelvjárásokban meglévő hangot jelöl, más betűk közül pedig vagy egyik, vagy másik használatos (pl. vagy Ӆӆ, vagy Ԓԓ).
Cirill (2000)
| А а | Ӓ ӓ | Ӑ ӑ | Б б | В в | Г г | Д д | Е е |
| Ё ё | Ә ә | Ӛ ӛ | Ж ж | З з | И и | Й й | К к |
| Қ қ | Л л | Ӆ ӆ | Ԓ ԓ | М м | Н н | Ң ң | Ӈ ӈ |
| О о | Ӧ ӧ | Ө ө | Ӫ ӫ | П п | Р р | С с | Т т |
| У у | Ӱ ӱ | Ў ў | Ф ф | Х х | Ҳ ҳ | Ц ц | Ч ч |
| Ҷ ҷ | Ш ш | Щ щ | Ъ ъ | Ы ы | Ь ь | Э э | Є є |
| Є̈ є̈ | Ю ю | Ю̆ ю̆ | Я я | Я̆ я̆ |     |     |     |

Cirill (1958)
| А а | Ӓ ӓ   | Б б | В в   | Г г | Д д | Е е | Ё ё |
| Ә ә | Ӛ ӛ   | Ж ж | З з   | И и | Й й | К к | Ӄ ӄ |
| Л л | Л’ л’ | М м | Н н   | Ӈ ӈ | О о | Ӧ ӧ | Ө ө |
| Ӫ ӫ | П п   | Р р | С с   | Т т | У у | Ӱ ӱ | Ф ф |
| Х х | Ц ц   | Ч ч | Ч’ ч’ | Ш ш | Щ щ | Ъ ъ | Ы ы |
| Ь ь | Э э   | Ю ю | Я я   |     |     |     |     |

Latin (1931–1937)
| A a | B в | D d | E e | Ә ә | F f | H h | Һ һ |
| I i | J j | K k | L l | Ļ ļ | Ł ł | M m | N n |
| Ņ ņ | Ŋ ŋ | O o | P p | R r | S s | Ş ş | Ꞩ ꞩ |
| T t | U u | V v | Z z | Ƶ ƶ | Ƅ ƅ |     |     |

## Számnevek
Hanti számnevek a magyarral és a finnel összehasonlítva:
| #   | Hanti     | Magyar     | Finn                        | Uralonet-link |
| 1   | yit, yiy  | egy        | yksi                        | ,             |
| 2   | katn, kat | kettő, két | kaksi                       |               |
| 3   | xutəm     | három      | kolme                       |               |
| 4   | nyatə     | négy       | neljä                       |               |
| 5   | wet       | öt         | viisi                       |               |
| 6   | xut       | hat        | kuusi                       |               |
| 7   | tapət     | (hét)      | seitsemän                   |               |
| 8   | nəvət     | (nyolc)    | kahdeksan „kettő + nincs”   |               |
| 9   | yaryaŋ    | (kilenc)   | yhdeksän „egy + nincs”      |               |
| 10  | yaŋ       | (tíz)      | kymmenen                    | ,             |
| 20  | xus       | húsz       | kaksikymmentä „két + tíz”   |               |
| 30  | xutəmyaŋ  | harminc    | kolmekymmentä „három + tíz” |               |
| 40  | nyatəyaŋ  | negyven    | neljäkymmentä               |               |
| 100 | sot       | száz       | sata                        |               |

A tíz és összetett alakjainak kivételével a hanti és a magyar nyelvben elég hasonlóak a számnevek. Érdemes megfigyelni a xot ~ ház és sot ~ száz szavaknál a nyelvek közötti szabályszerűséget.

### Magyarul
- Böngészés: hanti/osztják (több mint 3000 hanti szó különböző nyelvjárásokból az uráli/finnugor/ugor megfelelőik szócikkében, az Uraloneten)
- Szurguti osztják chrestomathia (Csepregi Márta, Szeged, 1998/2011)
- Szurguti hanti folklór szövegek Archiválva 2021. május 7-i dátummal a Wayback Machine-ben (Csepregi Márta, Budapest, 2011)
- Északi osztják szótár[halott link], Pápay József
- Vahi osztják (hanti) szójegyzék Archiválva 2022. január 7-i dátummal a Wayback Machine-ben (Gulya János, Nyelvtudományi Közlemények 71. (1969), pp. 21–59)
- Szinjai hanti társalgási szótár (nyelvtani vázlattal és szójegyzékkel) Archiválva 2020. december 1-i dátummal a Wayback Machine-ben (Szofia Onyina, Budapest, 2009) és egy recenziója
- Szinjai hanti szövegek Archiválva 2020. december 1-i dátummal a Wayback Machine-ben (Szofia Onyina, Budapest, 2011)
- A hantikról Archiválva 2018. február 11-i dátummal a Wayback Machine-ben (linkgyűjtemény a Rokonszenv c., uráli [finnugor és szamojéd] népekről és nyelvekről szóló honlapon)
- Hanti világ – Vándorok (részletek) Szalkai Zoltán 50 perces, hanti nyelvű, magyar feliratos dokumentumfilmje hanti rénpásztorokkal

### Más nyelveken
- (hantiul) Hanti lány számol (szurguti nyelvjárás)
- (németül) A kondai és jugáni hanti szótára (H. Paasonen; a PDF linkje az oldal alján)
- (angolul) Uralic family: Ob-Ugrian group (21 lists)
- (angolul) Case marker and direct object in Khanty
- (angolul) Pronouns in Eastern and Northern Khanty
- (angolul) OLAC resources in and about the Khanty language Archiválva 2016. március 17-i dátummal a Wayback Machine-ben